# Venta
El riu Venta (( ? i  escolteu-ne la pronunciació en alemany), en alemany, Windau; en polonès, Windawa) és un riu del nord-oest de Lituània i de l'oest de Letònia. Les seves fonts estan a prop de la ciutat de Kuršėnai, al Comtat de Šiauliai, Lituània i flueix fins a la mar Bàltica, a la ciutat de Ventspils, a la regió de Kurzeme, a Letònia.
Algunes de les ciutats que atravessa són Mažeikiai (Lituània), Kuldīga i Ventspils, a Letònia. El seu riu tributari més important és l'Abava (la vall del qual està declarada patrimoni de la humanitat per la UNESCO), amb més de 100 km. Altres tributaris són el Virvyĉia, que té 99,7 km de llarg i el Varduva, que en té 96 km i que conflueix amb el riu Venta a la frontera entre Lituània i Letònia.

## Ponts notables

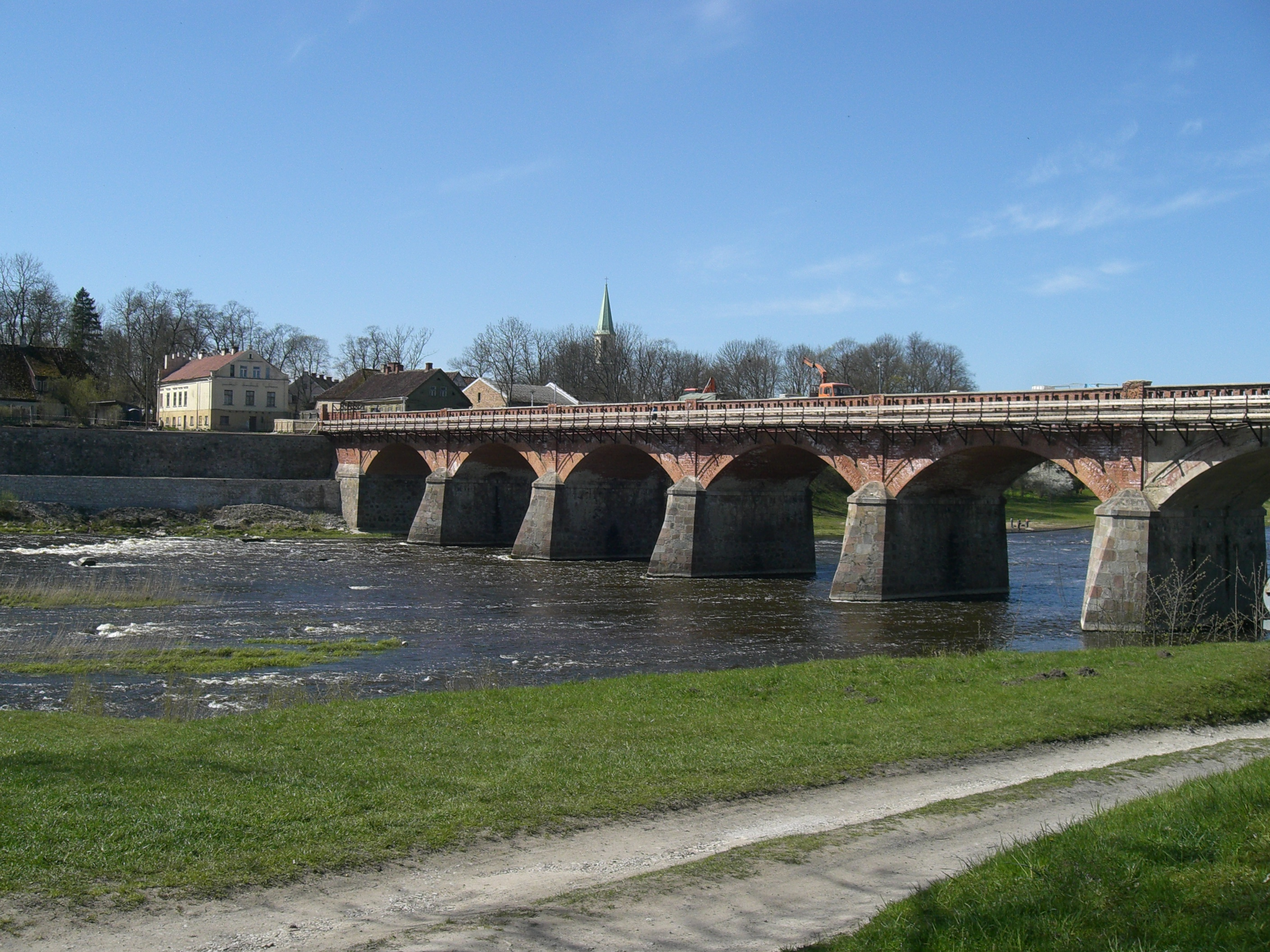
Pont de maons de Kuldīga

- El pont de maons vell de Kuldīga fou construït el 1874 i és el pont més llarg de carretera fet de maons d'Europa, amb 164 metres. Està construït amb els estàndards del segle xix. Durant la Primera Guerra Mundial es van destruir dues de les seves arcades, que foren restaurades el 1926. Després que el 1958 es va arrebossar, el 2005 es va restaurar seguint l'antic estil. El pont ha estat utilitzat per a gravar-hi pel·lícules com Emīla nedarbi (de Varis Brasi, del 1985)[2]

## Galeria d'imatges

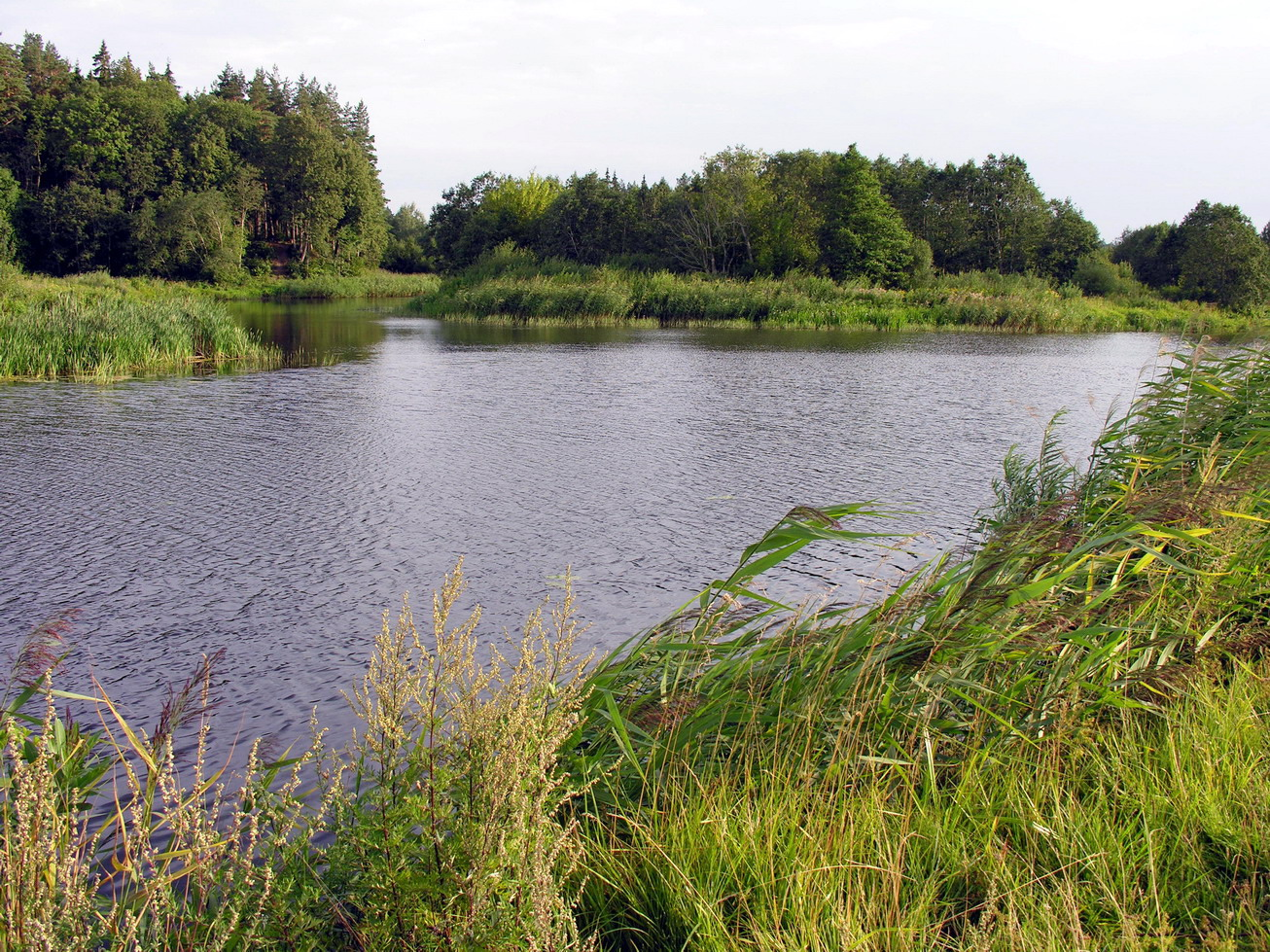
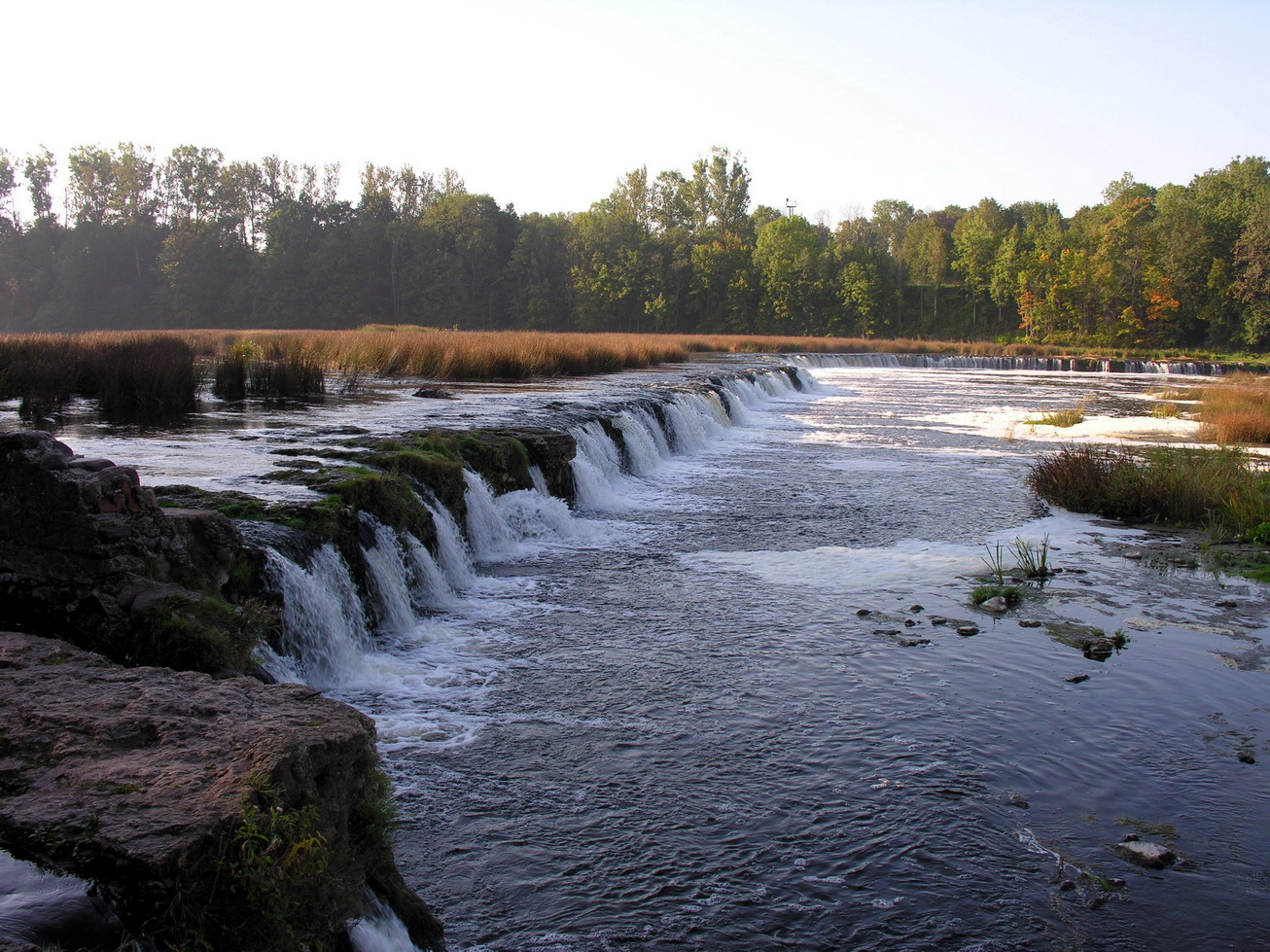
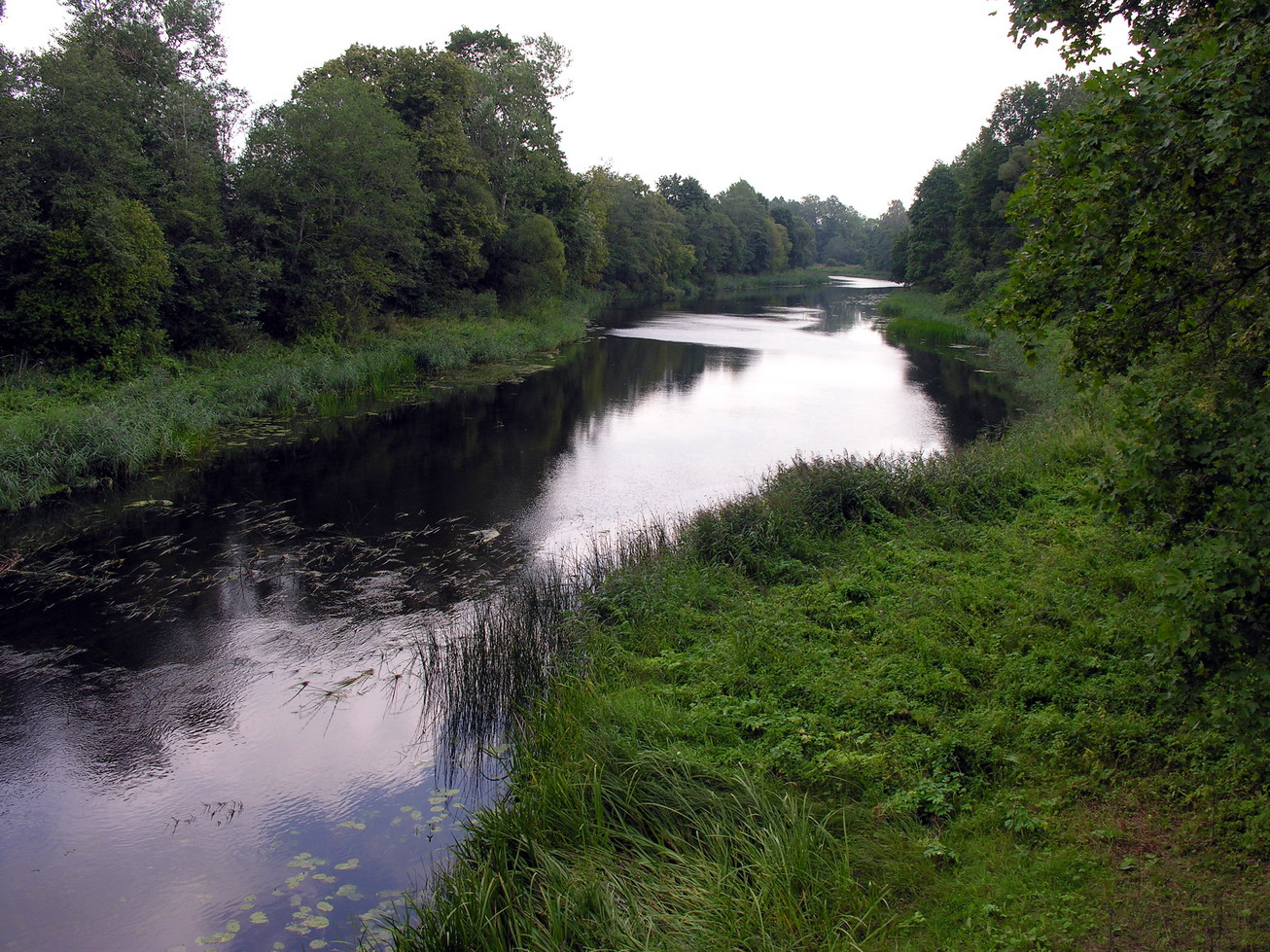
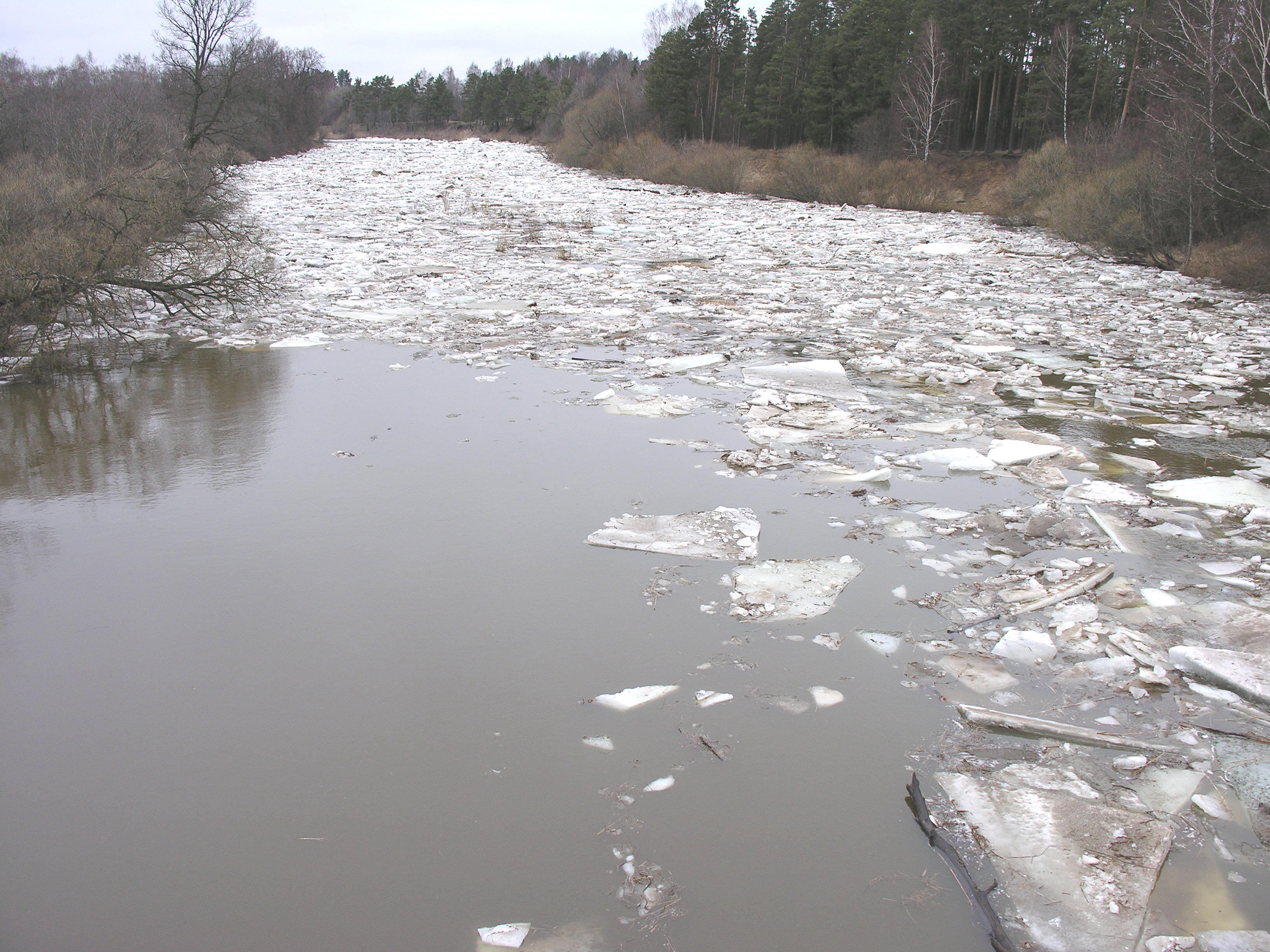
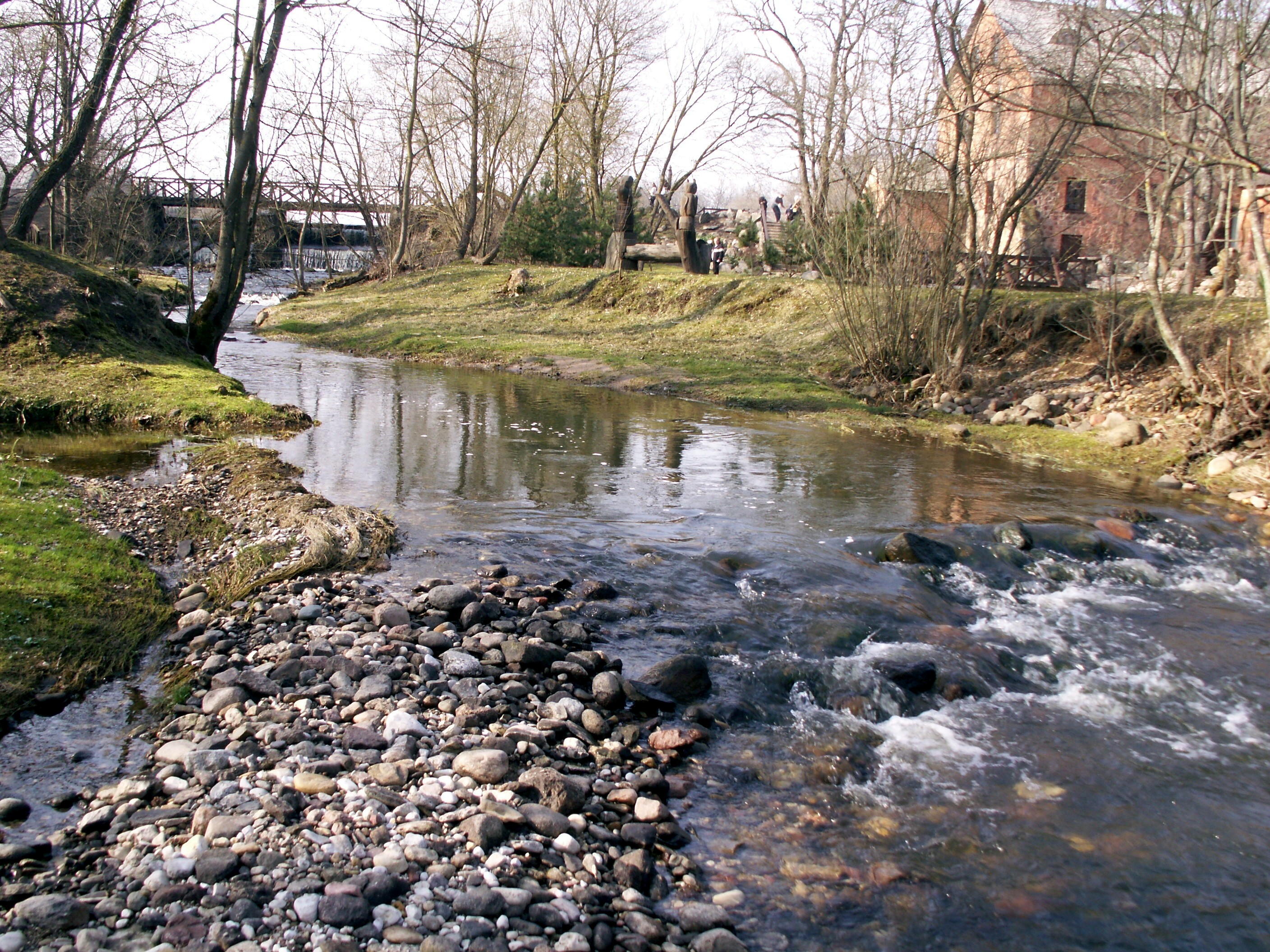
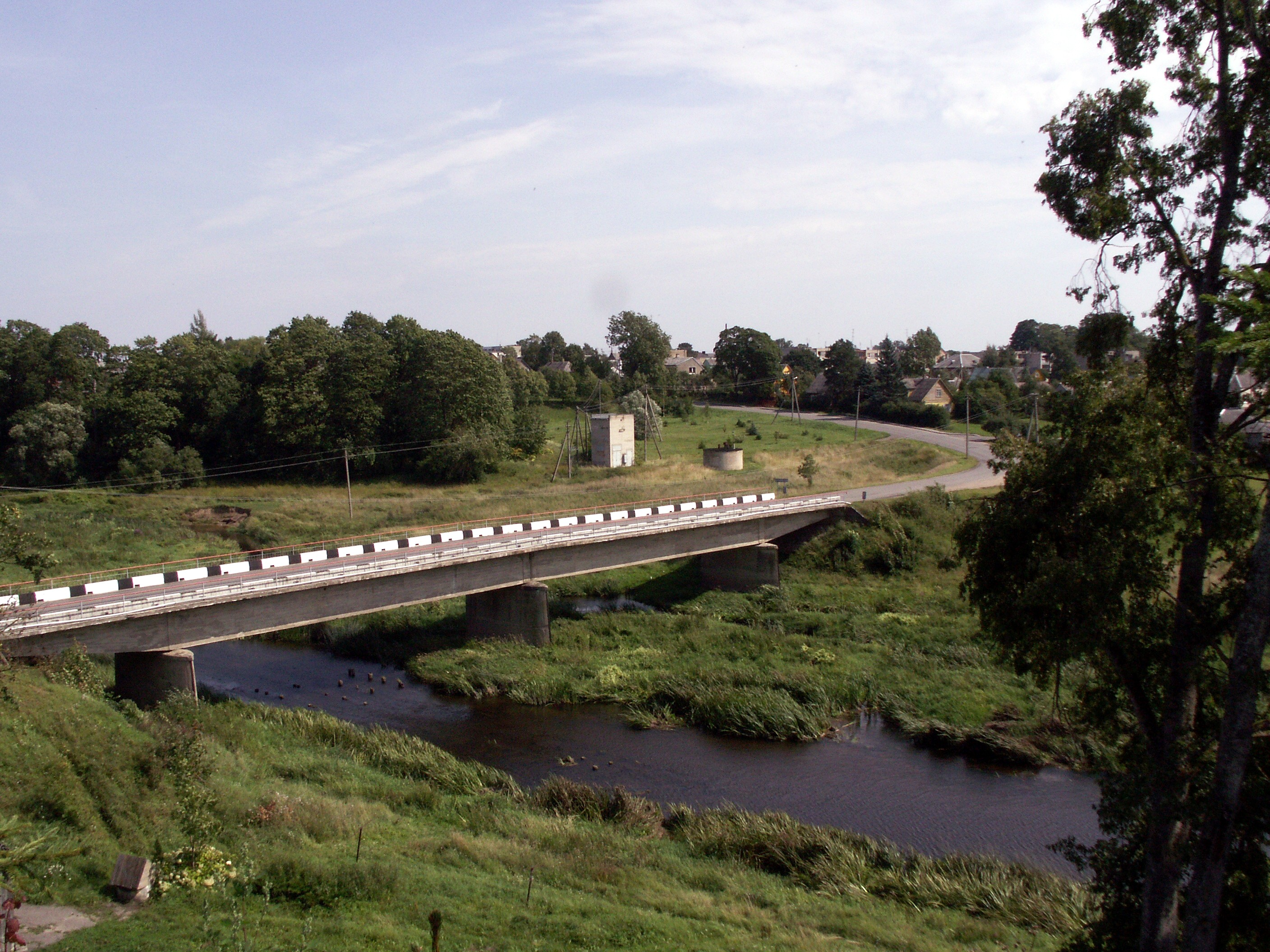
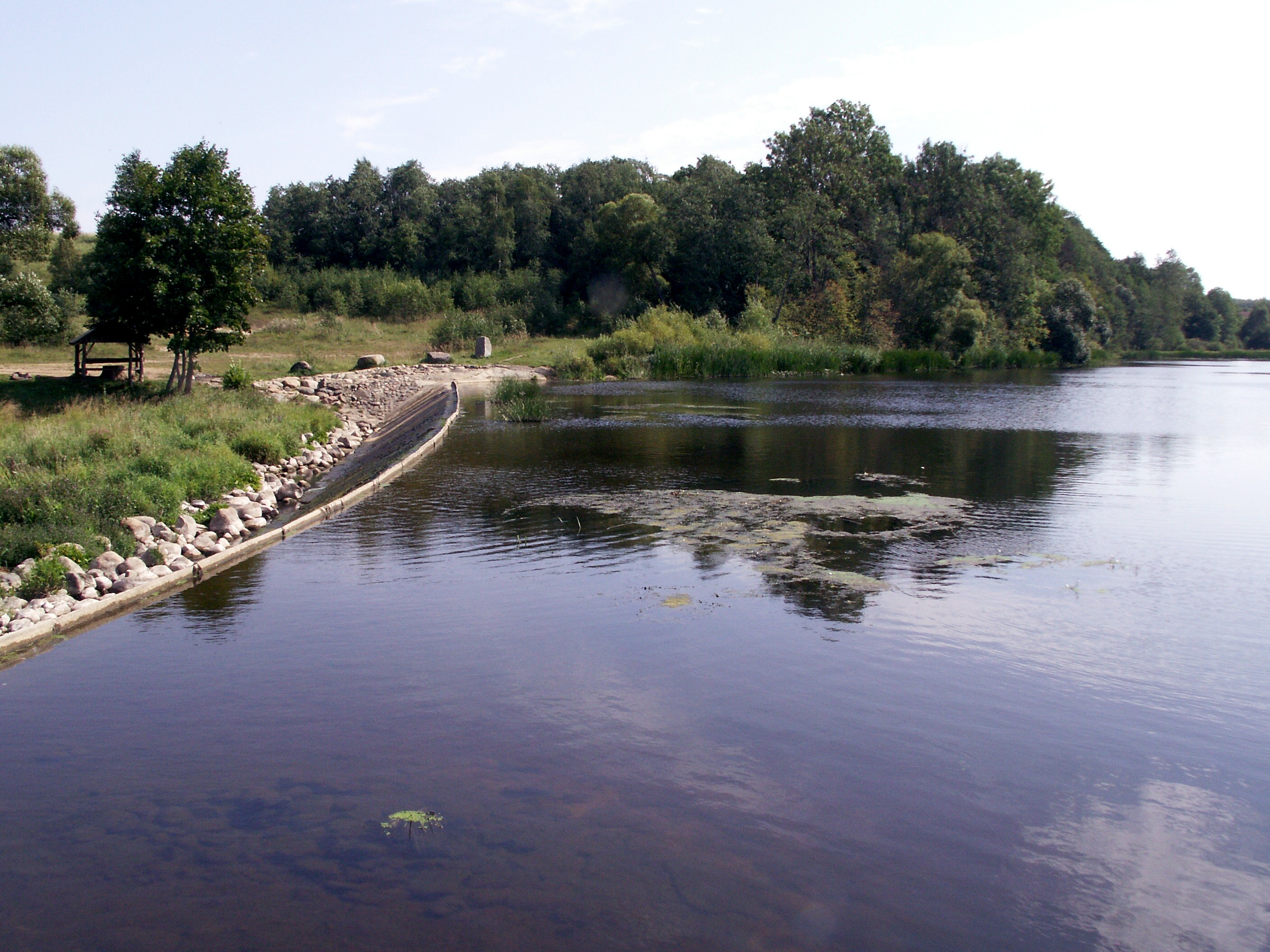
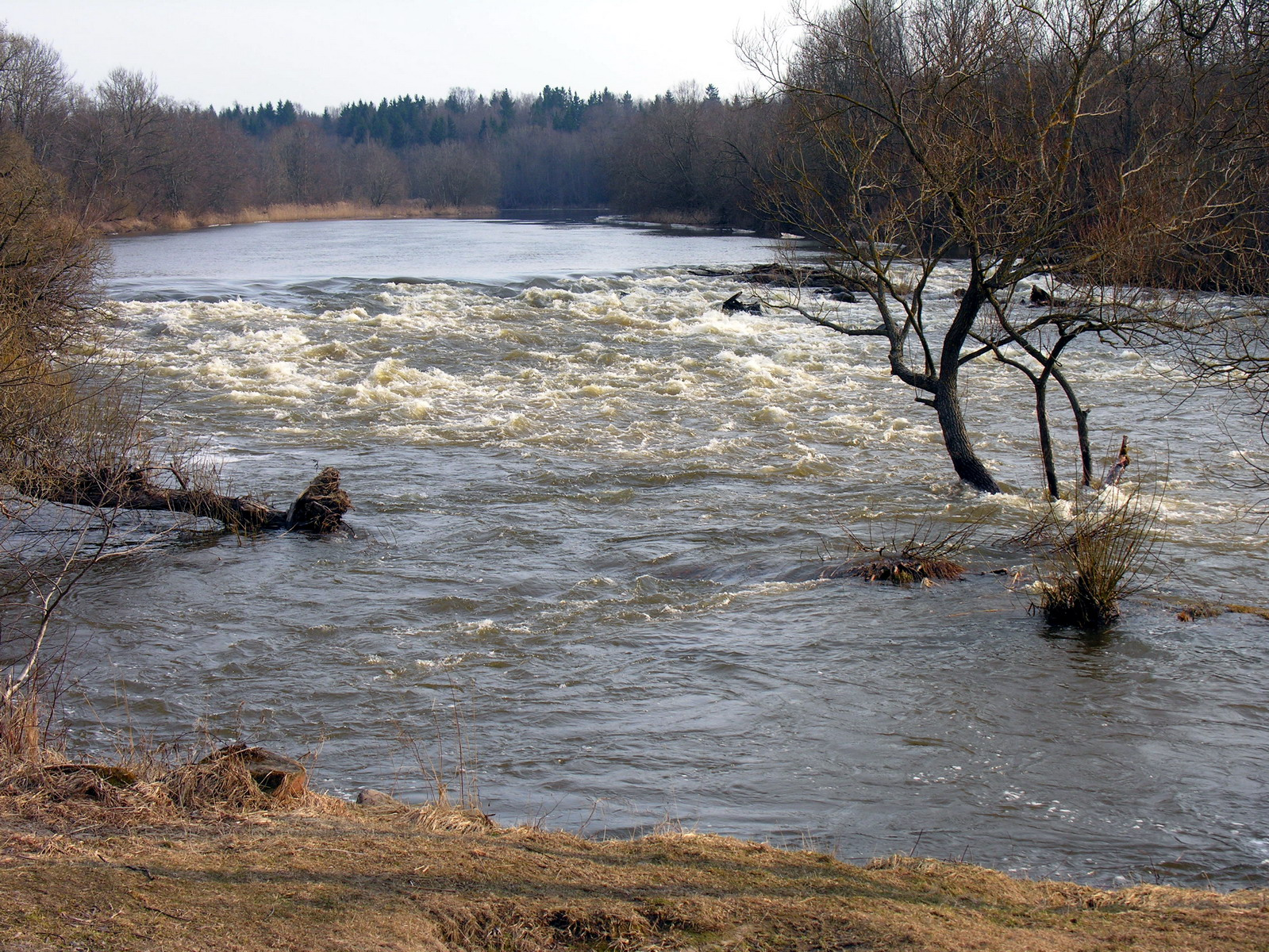
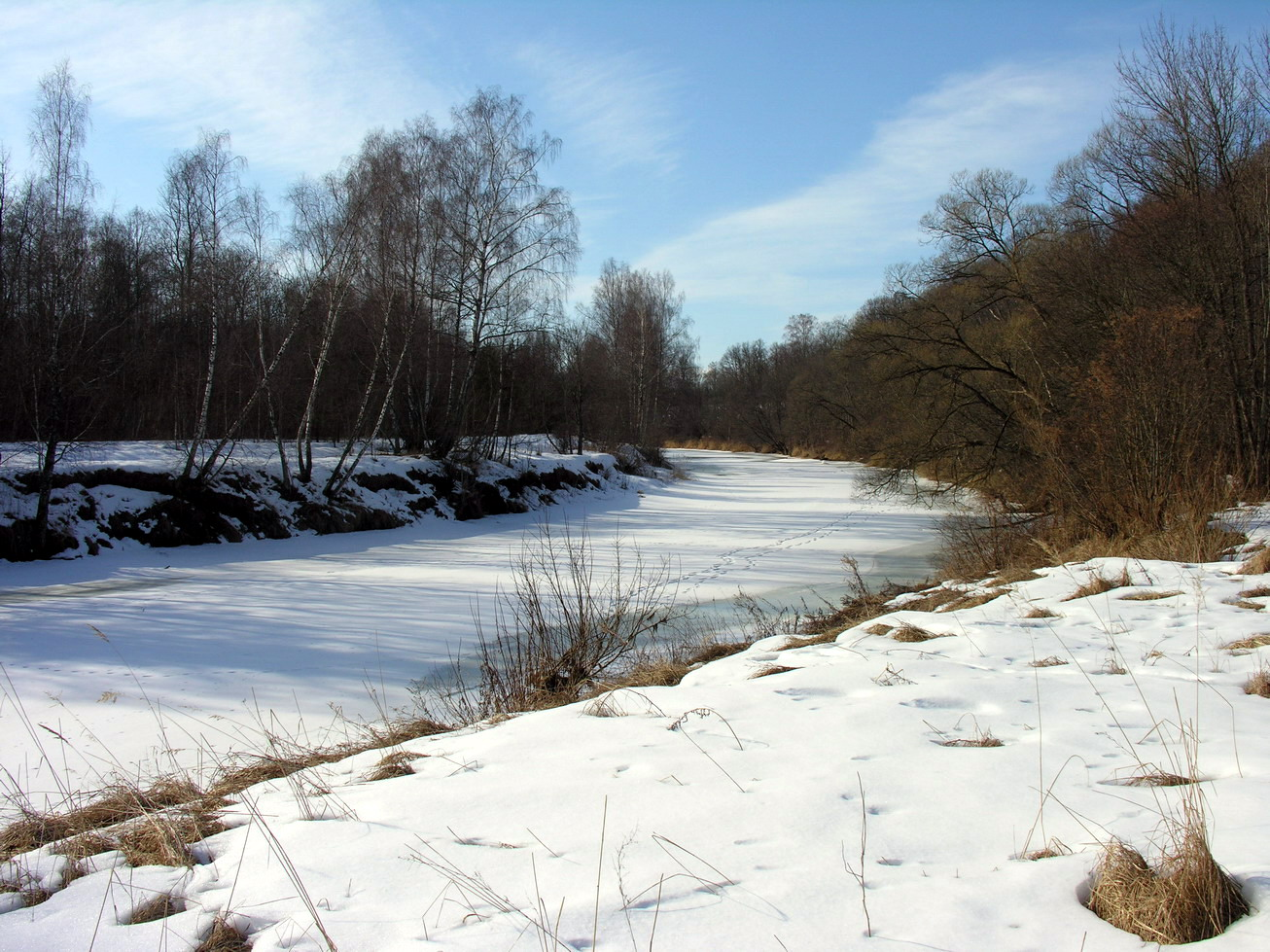
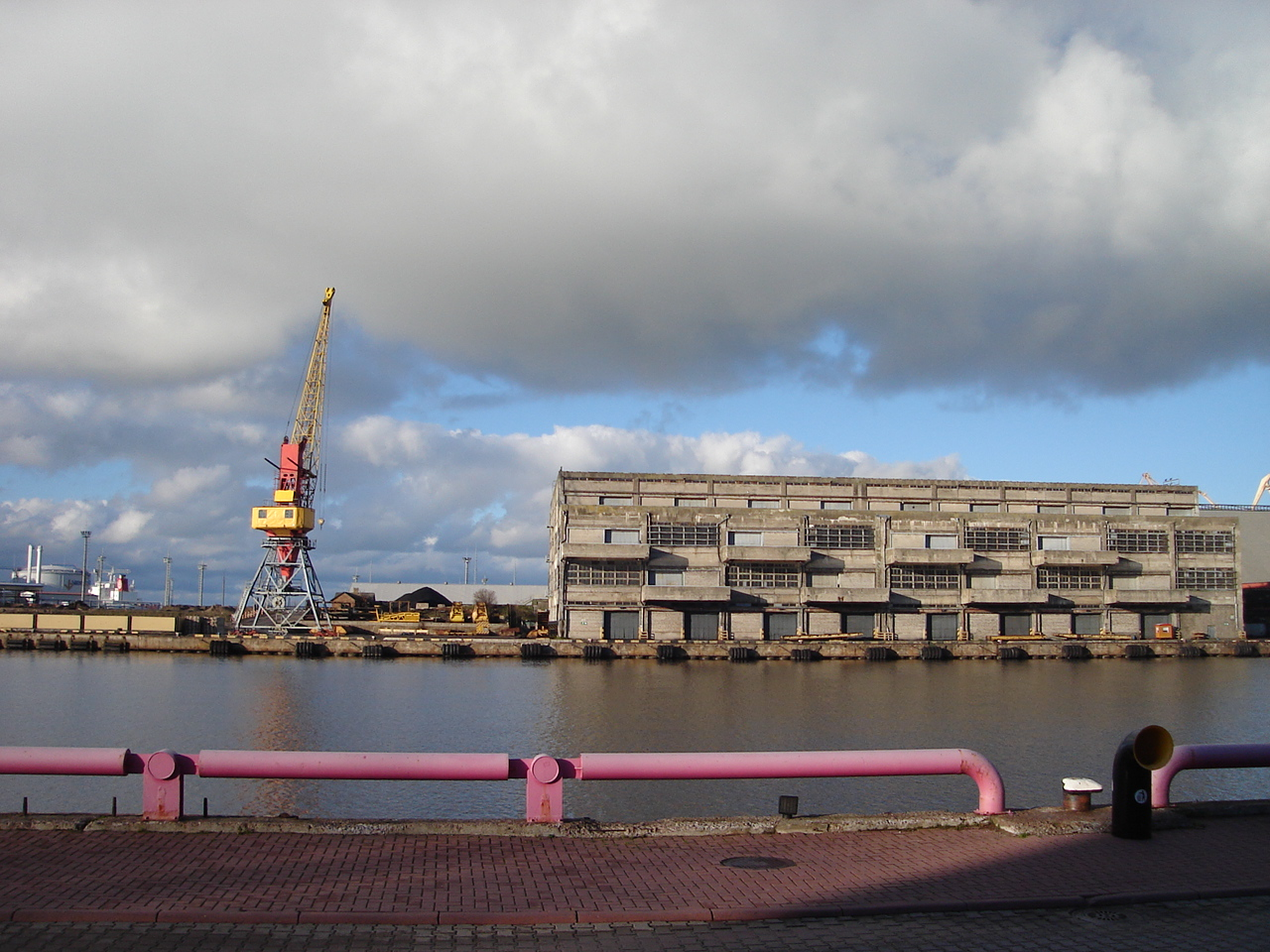
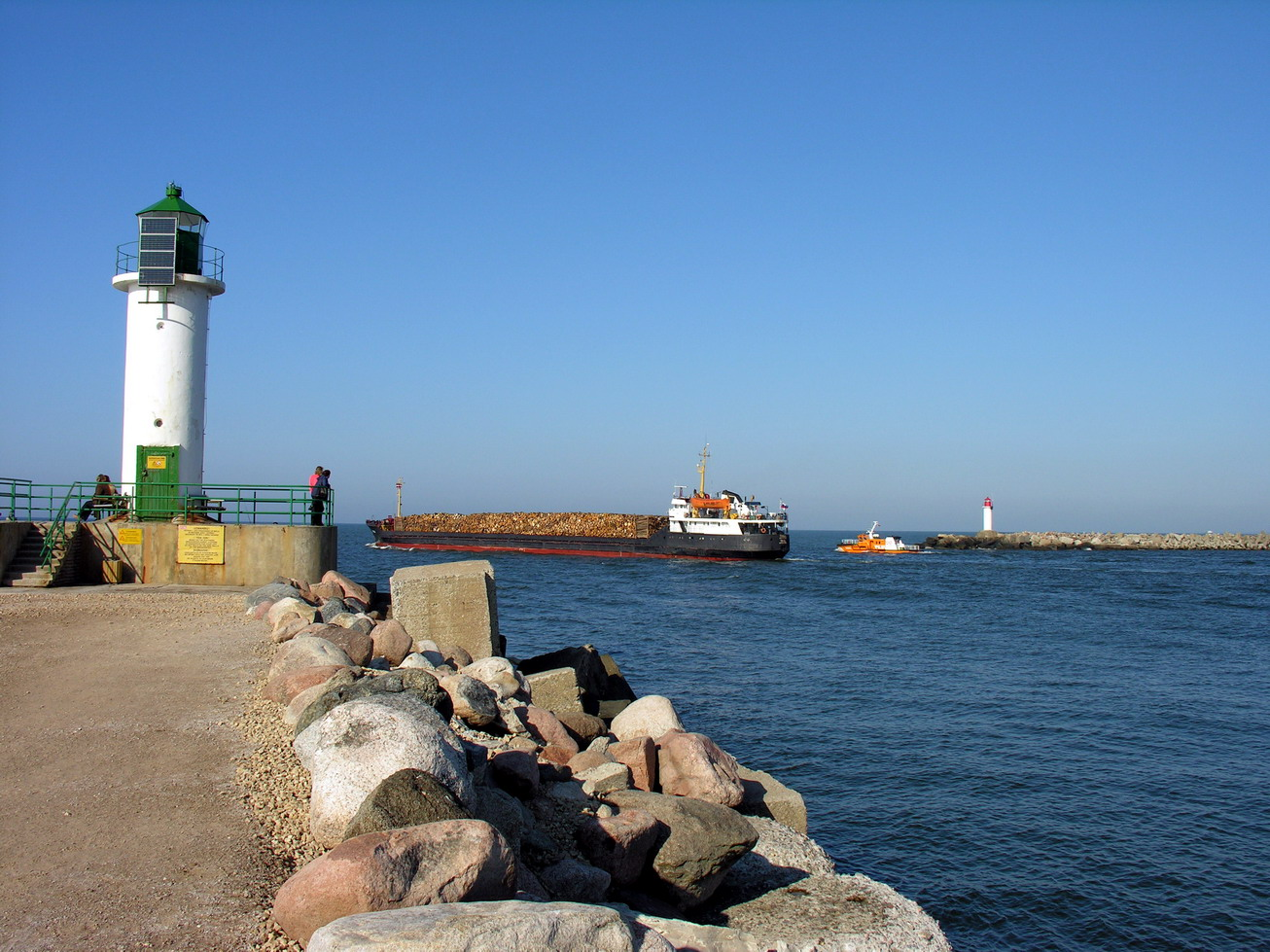